# Turgisio di Sanseverino
Turgisio di Sanseverino, conosciuto anche come Trogisio o Troisio (Normandia, ... – Italia, 1081), è stato un cavaliere medievale normanno, discendente dalla stirpe reale dei duchi di Normandia.

## Biografia
Le prime notizie su Turgisio risalgono al 1045 circa, quando giunse in Italia come cavaliere con il fratello Roberto detto Angerio (capitano falangerio), capostipite dei Filangieri.
Per il suo valore in battaglia, nel 1061 fu investito da Roberto il Guiscardo della contea di Rota, un centro popoloso già appartenuto alla famiglia dei Principi longobardi di Salerno.
Turgisio usurpò altre terre e casali al principe longobardo Gisulfo ed a chiese ed abbazie. Nel settembre 1067, al Concilio di Melfi, per intervento del vescovo di Salerno, Alfano, venne scomunicato dal Papa Alessandro II, col quale poi si riconciliò dopo un incontro a Capua.
Turgisio nel 1077 fu confermato conte di Rota e investito dei nuovi possedimenti nella valle di Mercato San Severino, dove stabilì la sua dimora per cui tutti i suoi successori, dal nome del castello, assunsero il cognome dinastico de Sancto Severino.
Nel 1081 Turgisio morì e gli succedette nel feudo di Sanseverino il primogenito Ruggero, che sposò la longobarda Sica, nipote di Guaimario IV di Salerno. Degli altri figli di Troisio, Silvano divenne signore di Apudmontem (Roccapiemonte), Troisio II del Cilento, di Montemiletto e di Bracigliano, mentre Deletta andò sposa al milite Erberto Caputasini.
|                                                 |                                                 |                                                                      |                                                                      |                                    |             |         |         |                                                   |                                                   |
|                                                 |                                                 |                                                                      |                                                                      | Turgisio † 1081 sp. NN capostipite |             |         |         |                                                   |                                                   |
|                                                 |                                                 |                                                                      |                                                                      |                                    |             |         |         |                                                   |                                                   |
|                                                 |                                                 |                                                                      |                                                                      |                                    |             |         |         |                                                   |                                                   |
| Ruggero † marzo 1125 sp. Sica di Salerno † 1121 | Ruggero † marzo 1125 sp. Sica di Salerno † 1121 | Roberto † mar 1082 sp. Gaitelgrima, figlia di Guaimaro IV di Salerno | Roberto † mar 1082 sp. Gaitelgrima, figlia di Guaimaro IV di Salerno | Turgisio II                        | Turgisio II | Silvano | Silvano | Deletta † dopo aprile 1104 sp. Erberto Caputasini | Deletta † dopo aprile 1104 sp. Erberto Caputasini |